# La Città del Sole
A Cidade do Sol  é uma obra filosófica do frade dominicano italiano Tommaso Campanella, de 1602. A primeira edição foi redigida como um diálogo em dialeto florentino, adotando estilo próprio da tradição esotérica platônica: o texto foi depois muitas vezes traduzido em latim, até chegar à famosa edição de 1623 em Frankfurt, intitulada Civitas Solis idea republicae philosophica.
Nessa obra, Campanella apresenta a sua ideia de sociedade ideal, tratava-se de um Estado perfeito liderado por um príncipe-sacerdote chamado de "Sol". O monarca era ajudado por Pon, Sin e Mor, que são a Potência, a Sapiência e o Amor. Era uma cidade onde tudo era detalhadamente organizado e os moradores utilizavam a razão para organizar suas vidas. Prevalecia a crença de que a propriedade privada criaria o egoísmo nos homens, pois os incentivaria a lutar para obter mais propriedades, por isso todos os bens de produção eram comuns. Todos tinham que trabalhar e até os menores atos eram feitos em conjunto, seria uma sociedade comunista liderada por sacerdotes e sábios.